# 永康 (後燕)
永康（えいこう）は、五胡十六国時代、後燕の君主慕容宝の治世で使用された元号。396年4月 - 398年4月。
397年、北魏の拓跋珪が後燕首都である中山を包囲した際、慕容宝は部下を率いて籠城し、永康の元号を398年まで使用していた。
これとは別に、北魏軍が退却すると後燕の貴族であった慕容詳が南燕皇帝を称し、建始と改元している。

## 西暦・干支との対照表
| 永康 | 元年  | 2年   | 3年   |
| 西暦 | 396年 | 397年 | 398年 |
| 干支 | 丙申  | 丁酉  | 戊戌  |